# Agiá (Réthymnon)
Pour l’article homonyme, voir Agiá.
Agiá, en grec moderne : Αγιά, est un village du dème de Mylopótamos, en Crète, en Grèce. Selon le recensement de 2011, la population d'Agiá compte 222 habitants. Il est situé à une altitude de 180 m et à une distance de 33 km de Réthymnon.